# Lundby, Örebro

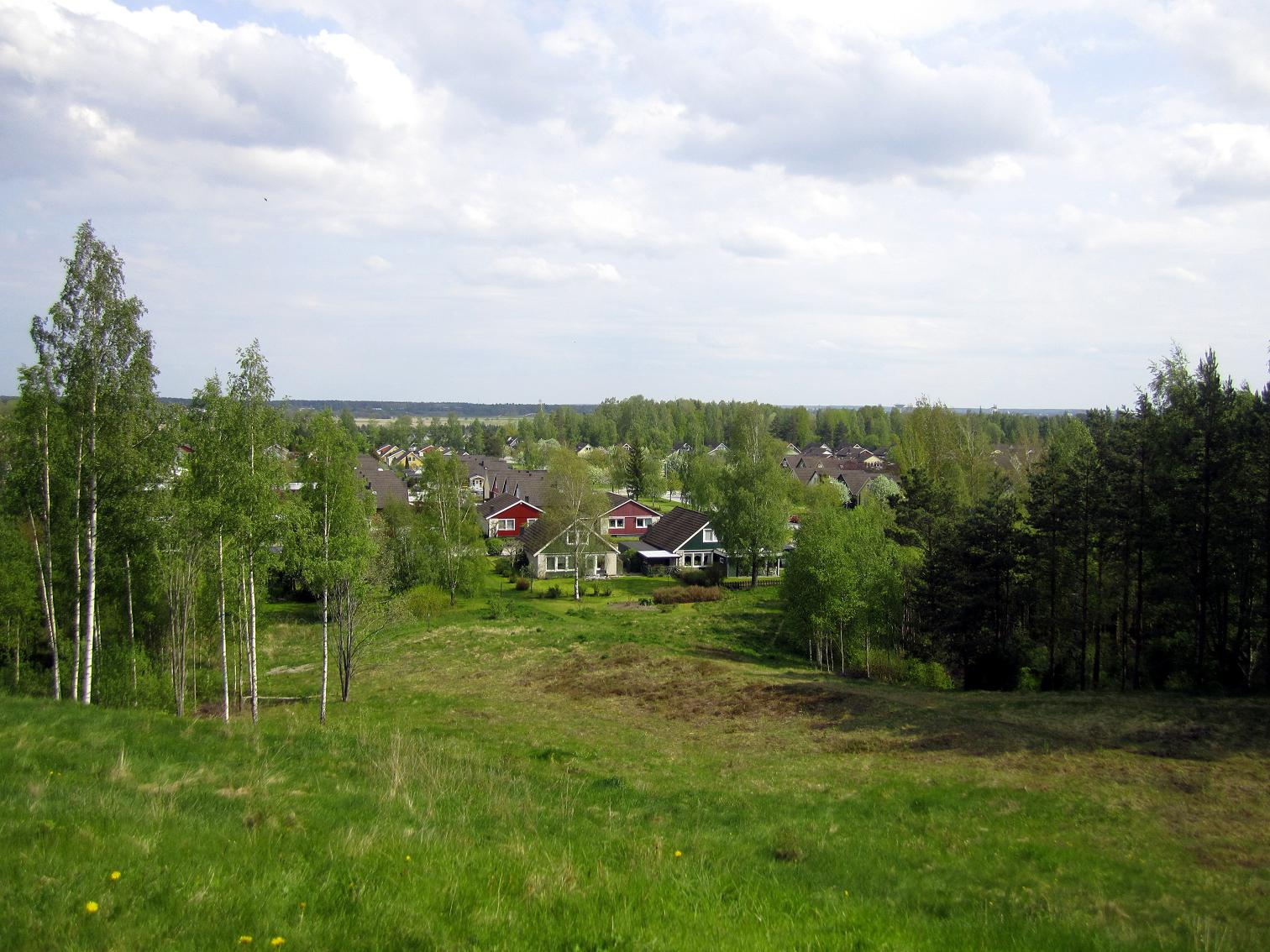
Lundby.

Lundby är en villaförort i den norra delen av Örebro.

## Historik
Ortnamnet Lundby kommer av förledet lund (lövskog eller offerplats) samt efterledet by. Lundby var förr en by inom Längbro landskommun. Byn omnämns första gången i 1549 års jordebok, men redan 1482 nämns om "Jon i Lundby" som satt i nämnden vid lagmansting i Örebro. I Lundby fanns 1935 sju jordbruksfastigheter och tre andra fastigheter.

## Bostadsområdet Lundby
Lundby är ett klassiskt villaområde som började bebyggas med villor, radhus och bostadsrätter i början av 1970-talet. I området finns Lundbyskolan (F-6). Området ligger naturskönt i utkanten av Örebro stad. Det genomgår en generationsskiftning och består till största del av barnfamiljer och äldre människor. I närområdet finns ett skogsområde med motionsslingor och ett grönområde med fotbollsplaner.

## Skolor och barnomsorg
Lundbyskolan åk F-6. Tre förskolor finns i området.